# Gerry Weber Open 2018
Gerry Weber Open 2018 — тенісний турнір, що проходив на трав'яних кортах у місті Галле, Німеччина з 18 червня. Належав до категорії ATP World Tour 500.

## Фінальна частина

### Одиночний розряд
Борна Чорич —  Роджер Федерер 7–6(8–6), 3–6, 6–2

### Парний розряд
Лукаш Кубот /  Марсело Мело —  Александр Зверєв /  Міша Зверєв 7–6(7–1), 6–4